# Station Mainz Römisches Theater
Station Mainz Römisches Theater is een spoorwegstation in de Duitse stad Mainz.
Vroegere namen zijn: Mainz-Neutor en Mainz-Süd
Het laatste stationsgebouw werd in 1884 ten noorden van de sporen gebouwd en in 2006 grotendeels afgebroken.